# Optikai csipesz (lézercsipesz)
Az optikai csipeszek (eredeti nevén egysugaras gradienserő-csapda) olyan tudományos eszközök, amelyek erősen fókuszált lézersugarat használnak mikroszkopikus és ezeknél is kisebb objektumok (például atomok, nanorészecskék) megtartására és mozgatására, a csipeszhez hasonló módon. Amikor egy tárgyat, csakis fény segítségével, bármiféle alátámasztás nélkül, levegőben vagy vákuumban lebegve tratunk, azt optikai levitációnak nevezzük.
A lézerfény vonzó vagy taszító erőt biztosít (jellemzően piconewton nagyságrendű), a részecske és a környező közeg közötti relatív törésmutatótól függően. A levitáció akkor lehetséges, ha a fény ereje ellensúlyozni képes  a részecskére ható gravitációs erőt. A befogott részecskék általában mikron méretűek, vagy még kisebbek. A dielektromos és abszorbeáló részecskék is csapdázhatók.
Az optikai csipeszeket használják a biológiában, biofizikában például egyetlen baktérium, egyetlen sejt (pl.: vérsejt, vagy hímivarsejt) vagy egy molekula, például DNS megragadására, megtartására és esetleg mozgatására. Az optikai csipesz segítségével a kutatók képesek a vírusok, baktériumok és más élő sejtek vizsgálatára és manipulálására anélkül, hogy közben károsítanák őket. Arthur Ashkin az optikai csipesz kifejlesztéséért elnyerte a 2018-as fizikai Nobel-díjat.

## Története és fejlődése
Az optikai szórás- és a gradienserők mikronméretű részecskéken történő észleléséről 1970-ben számolt be először Arthur Ashkin, a Bell Labs tudósa. Évekkel később Ashkin és munkatársai először számoltak olyan jelenségek megfigyeléséről, amit ma optikai csipesznek neveznek: egy nagyon erősen fókuszált fénysugár képes a mikroszkopikus részecskéket három dimenzióban stabilan megtartani. 2018-ban Ashkin fizikai Nobel-díjat kapott ezért a fejlesztésért.
Ennek az 1986-os alapvető tanulmánynak az egyik szerzője, Steven Chu a továbbiakban optikai csipeszt használt a semleges atomok hűtésére és befogására. Ezzel a kutatással érdemelte ki Chu 1997-ben a fizikai Nobel-díjat Claude Cohen-Tannoudjival és William D. Phillipsszel együtt. Steven Chu egy interjúban elmondta, hogy Ashkin először képzelte el hogyan lehet az optikai csipesz az atomok befogásának eszköze, módszere. Ashkin képes volt befogni nagyobb, 10-10 000 nanométer átmérőjű részecskéket, de Chu feladata volt kiterjeszteni ezeket a technikákat a kisebb, 0,1 nanométer átmérőjű, semleges atomok befogására, rezonáns lézerfény és mágneses gradienscsapda segítségével (vö. Mágneses-optikai csapda).
Az 1980-as évek végén Arthur Ashkin és Joseph M. Dziedzic bemutatta a technológia első alkalmazását a biológiai tudományokban, egy-egy dohánymozaikvírus, illetve Escherichia coli baktérium csapdázására használva azt. Az 1990-es években és azután olyan kutatók, mint Carlos Bustamante, James Spudich és Steven Block úttörő szerepet játszottak az optikai csapda erő-spektroszkópiájának alkalmazásában a molekuláris léptékű biológiai motorok jellemzésére. Ezek a molekuláris motorok mindenütt jelen vannak a biológiában, és felelősek a sejten belüli mozgásért és mechanikai hatásokért. Az optikai csapdák lehetővé tették ezeknek a biofizikusoknak, hogy megfigyeljék, tanulmányozzák a nanoméretű motorok erőit és dinamikáját, molekuláris szinten. Az optikai csapda erő-spektroszkópia segítségével, azóta jobban értjük ezen erőgeneráló molekulák sztochasztikus természetét.
Az optikai csipeszek a biológia más területein is hasznosnak bizonyultak. A szintetikus biológiában mesterséges sejtek szövetszerű hálózatainak felépítésére, valamint szintetikus membránok összeolvasztására használják őket biokémiai reakciók elindításához is. Széles körben alkalmazzák genetikai vizsgálatokban, valamint a kromoszómaszerkezettel és -dinamikával kapcsolatos kutatásokban is. 2003-ban az optikai csipesz technikáját alkalmazták a sejtválogatás területén; a mintaterületen nagy optikai intenzitású mintázat létrehozásával a cellák belső optikai jellemzőik szerint rendezhetők. Optikai csipeszeket is használtak a citoszkeleton vizsgálatára, a biopolimerek viszkoelasztikus tulajdonságainak mérésére és a sejtmozgás vizsgálatára. 2011-ben flevetették egy olyan biomolekuláris assay ötletét, amelyben a ligandummal bevont nanorészecskéket a célmolekulák által kiváltott klaszteresedés után optikailag csapdázzák és detektálják, ezt 2013-ban kísérletileg demonstrálták
Néhány egyéb eredmény.
2001-ben egyetlen atomot csapdáztak, 2010-ben sikerült csapdázni erősen kölcsönható, összefonódott párokat 2016-ban nagy pontosságot értek el kétdimenziós atomsorokkal, valamint sikerült 3-dimenziós atomrendszereket összeállítani 2018-ban Ennek a technikának segítségével, kvantumszimulátorokban  sikerült létrehozni 196 és 256 atomból álló programozható tömböket 2021-ben
A 2001-ben kísérletileg igazolták a Kapitsa–Dirac effektust (kvantummechanikai jelenség, az anyag fény-állóhullámon való elhajlása, diffrakciója). Fényhullámokat használtak egy részecskenyaláb manipulására (mozgatására).
A kutatók azon is dolgoztak, hogy az optikai csipeszeket nagy, összetett műszerekből kisebb, egyszerűbb eszközökké alakítsák át, hogy azokat a kisebb kutatási költségvetéssel rendelkezők is használhassák.

## Fizika

A dielektromos tárgyak a fénynyaláb közepéhez vonzódnak, valamivel a dereka (legkeskenyebb része) felett, a szövegben leírtak szerint. A tárgyra kifejtett erő lineárisan függ a csapda középpontjától (az egyensúlyi helytől) mért elmozdulástól, mint egy egyszerű rugó esetén.
Ez egy visszatérítő erő (ezért negatív előjelű) F=.

### Általános leírása
Az optikai csipeszek képesek nanométer és mikron méretű dielektromos részecskék manipulálására, rendkívül kis erők kifejtésével egy jellemzően mikroszkóp objektívvel erősen fókuszált lézersugár segítségével. A fókuszált sugár legkeskenyebb pontja, az úgynevezett nyalábnyak, nagyon erős elektromos tér gradienst tartalmaz. A dielektromos részecskék a gradiens mentén vonzódnak a legerősebb elektromos tér tartományához, amely a nyalábnyak középpontja. A lézerfény (toló) erőt fejt ki a nyalábban lévő részecskékre a fény terjedésének irányában is. Ez az impulzus megmaradásának köszönhető: az apró dielektromos részecske által elnyelt vagy irányukat megváltoztatni kényszerülő (szóródó) fotonok lendületet adnak az ezt kiváltó dielektromos részecskének. Ezt szóróerőnek nevezzük és azt eredményezi, hogy a részecske enyhén kimozdul a nyalábnyakból, az ábrán lefelé. Ezért csak átlátszó, a lézerfényt el nem nyelő részecskéket lehet eredményesen csapdázni.
Az optikai csapdák nagyon érzékeny eszközök,  képesek a nanométernél is kisebb elmozdulások manipulálására és kimutatására szubmikronos dielektromos részecskék esetén. Emiatt gyakran használják egyedi molekulák manipulálására és tanulmányozására az adott molekulához kapcsolt mikrogyöngyökkel való kölcsönhatás révén. A DNS-t és a fehérjéket és a vele kölcsönhatásba lépő enzimeket általában ilyen módon tanulmányozzák.
Kvantitatív tudományos méréseknél a legtöbb optikai csapdát úgy használják, hogy benne a dielektromos részecske csak ritkán mozdul ki, a csapda középpontjától messzebbre. A részecskére kifejtett erőre ugyanis csak kis elmozdulások esetén igaz az, hogy egy egyszerű rugóhoz hasonlóan működik, követve a Hooke-törvényt.
Ez a szócikk részben vagy egészben  az   Optical tweezers című angol Wikipédia-szócikk ezen változatának fordításán alapul.  Az eredeti cikk szerkesztőit annak laptörténete sorolja fel. Ez a jelzés csupán a megfogalmazás eredetét és a szerzői jogokat jelzi, nem szolgál a cikkben szereplő információk forrásmegjelöléseként.Sablon:Lasers

### Részletes leírás
Az optikai csapdázás megfelelő magyarázata függ a befogott részecske méretének és a csapdázáshoz használt fény hullámhosszához viszonyától. Azokban az esetekben, amikor a részecske méretei sokkal nagyobbak, mint ez a hullámhossz, a viselkedést elegendően magyarázza egy egyszerű sugároptikai közelítés. Ha a fény hullámhossza messze meghaladja a részecske méreteit, akkor a részecskék elektromos térben levő elektromos dipólusnak kell tekintenünk. A csapdázó fény hullámhosszának nagyságrendjén belüli méretű dielektromos részecskék optikai csapdázásának az egyetlen pontos modellje az időfüggő, vagy időharmonikus Maxwell-egyenletek a megfelelő határfeltételek alkalmazásával.

#### Sugároptikai magyarázat

Sugároptika magyarázat (fókuszálatlan lézer). Amikor a gyöngy (golyócska) elmozdul a sugár középpontjától (jobb oldali kép), az intenzívebb sugarak nagyobb impulzusváltozása a lézernyaláb közepe felé mutató, visszatérítő erőt eredményez. Ha a gyöngy oldalirányban épp a nyaláb közepén van (bal oldali kép), a keletkező oldalirányú erő nulla. De a fókuszálatlan lézer továbbra is a lézertől elfelé mutató (taszító) erőt eredményez.

Sugároptika magyarázat (fókuszált lézer). A fókuszált lézer a gyöngyöt nemcsak vízszintesen, a lézernyaláb közepén, hanem, függőlegesen is fix helyzetben tartja: A fókuszált sugarak lendületváltozása erőt fejt ki a gyöngyre a lézerfókusz felé, akkor is, ha a gyöngy elöl (balra oldali kép) vagy a lézerfókusz mögött (jobb oldali kép) van. Így a gyöngy kissé a fókusz mögött marad, ahol ez az erő kompenzálja a szóróerőt (ami a gyöngyöt eltolni igyekszik), ahogy ez a baloldali ábrán látható.

Azokban az esetekben, amikor egy befogott részecske átmérője lényegesen nagyobb, mint a fény hullámhossza, a csapdázás jelensége sugároptikával magyarázható. Amint az ábrán látható, a lézer által kibocsátott egyedi fénysugarak megtörnek a dielektromos gyöngybe való be- és kilépéskor. Ennek eredményeként a sugár nem abban az irányban lép ki, mint amelyikből érkezett. Mivel a fényhez lendület kapcsolódik, irányváltozása az általa elszenvedett lendületváltozást is jelenti egyben. Newton harmadik törvénye miatt a fény ekkor ezzel egyenlő nagyságú, de ellentétes  irányú lendületváltozást okoz az ő lendületét megváltoztató részecskén, a mikrogyöngyön.
A legtöbb optikai csapda Gauss-nyaláb (TEM 00 mód) intenzitás profillal működik. Ebben az esetben, ha a részecskét elmozdítjuk a nyaláb közepétől, mint az ábra jobb oldalán, a részecskét az eredő erő visszaviszi a csapda közepébe, mert a csapda közepében az intenzívebb nyalábok nagyobb lendületváltozást okoznak rajta, mint a kevésbé intenzív nyalábok, a csapda középpontjától távolodva. Az eredő impulzusváltozás vagy erő visszaviszi a részecskét a csapda középpontjába.
Ha a részecske a sugár közepén helyezkedik el, akkor az egyes fénysugarak szimmetrikusan törnek meg a részecskén, így nincs oldalirányú eredő erő, ebben az esetben az csak a csapda tengelyirányában van, ami kioltja a lézerfény szóró (taszító) erejét. Annak köszönhető, hogy a részecske kissé a nyalábnyak után csapdázódik, hogy a tengelyirányú gradiens erő és  a szóró (taszító) erő itt oltják ki egymást.
A standard csipesz a gravitáció irányában terjedő csapdázólézerrel működik, a fordított csipesz pedig a gravitáció ellen.

#### Elektromos dipólus közelítés
Azokban az esetekben, amikor egy befogott részecske átmérője lényegesen kisebb, mint a fény hullámhossza, a Rayleigh-szórás feltételei teljesülnek, és a részecske pontdipólusként kezelhető egy inhomogén elektromágneses térben. Az elektromágneses térben egyetlen töltésre kifejtett erőt Lorentz-erőnek nevezik,
{\displaystyle \mathbf {F_{1}} =q\left(\mathbf {E} (\mathbf {x} _{1})+{\frac {d\mathbf {x_{1}} }{dt}}\times \mathbf {B} \right).}
A dipólusra ható erőt úgy számíthatjuk ki, hogy a fenti egyenletben az elektromos mezőt két taggal helyettesítjük, minden töltésre egyet. A dipólus polarizációja az {\displaystyle \mathbf {p} =q\mathbf {d} ,} ahol {\displaystyle \mathbf {d} } a két töltés közötti távolság. Pontdipólus esetén ez a távolság végtelenül kicsi (infinitezimális), {\displaystyle \mathbf {x} _{1}-\mathbf {x} _{2}.} Figyelembe véve, hogy a két töltés ellentétes előjelű, az erőre ez adódik:
{\displaystyle {\begin{aligned}\mathbf {F} &=q\left(\mathbf {E} (\mathbf {x} _{1})-\mathbf {E} (\mathbf {x} _{2})+{\frac {d(\mathbf {x} _{1}-\mathbf {x} _{2})}{dt}}\times \mathbf {B} \right)\\&=q\left(\mathbf {E} (\mathbf {x} _{1})+\left((\mathbf {x} _{1}-\mathbf {x} _{2})\cdot \nabla \right)\mathbf {E} -\mathbf {E} (\mathbf {x} _{1})+{\frac {d(\mathbf {x} _{1}-\mathbf {x} _{2})}{dt}}\times \mathbf {B} \right).\\\end{aligned}}}
Vegyük észre, hogy a {\displaystyle \mathbf {E_{1}} } kiesik. Megszorozva a {\displaystyle q} töltést, az {\displaystyle \mathbf {x} } távolsággal a {\displaystyle \mathbf {p} } polarizációt kapjuk
{\displaystyle {\begin{aligned}\mathbf {F} &=\left(\mathbf {p} \cdot \nabla \right)\mathbf {E} +{\frac {d\mathbf {p} }{dt}}\times \mathbf {B} \\&=\alpha \left[\left(\mathbf {E} \cdot \nabla \right)\mathbf {E} +{\frac {d\mathbf {E} }{dt}}\times \mathbf {B} \right],\\\end{aligned}}}
feltéve a második egyenlőségben, hogy a dielektromos részecske lineáris (pl.: {\displaystyle \mathbf {p} =\alpha \mathbf {E} } ).
Az utolsó lépésekben két egyenlőség kerül felhasználásra: (1) A vektoranalízis egyenlőség, (2) Faraday indukciós törvénye .
1. {\displaystyle \left(\mathbf {E} \cdot \nabla \right)\mathbf {E} =\nabla \left({\frac {1}{2}}E^{2}\right)-\mathbf {E} \times \left(\nabla \times \mathbf {E} \right)}
2. {\displaystyle \nabla \times \mathbf {E} =-{\frac {\partial \mathbf {B} }{\partial t}}}

Először is, a vektoregyenlőséget beillesztjük a fenti erőegyenlet első tagjába. A Maxwell-egyenletet a vektoregyenlőség második kifejezésébe helyettesítjük. Ekkor a két kifejezés, ami időderiváltat tartalmaz egyetlen taggá kombinálható.
{\displaystyle {\begin{aligned}\mathbf {F} &=\alpha \left[{\frac {1}{2}}\nabla E^{2}-\mathbf {E} \times \left(\nabla \times \mathbf {E} \right)+{\frac {d\mathbf {E} }{dt}}\times \mathbf {B} \right]\\&=\alpha \left[{\frac {1}{2}}\nabla E^{2}-\mathbf {E} \times \left(-{\frac {d\mathbf {B} }{dt}}\right)+{\frac {d\mathbf {E} }{dt}}\times \mathbf {B} \right]\\&=\alpha \left[{\frac {1}{2}}\nabla E^{2}+{\frac {d}{dt}}\left(\mathbf {E} \times \mathbf {B} \right)\right].\\\end{aligned}}}
Az utolsó egyenlőség második tagja egy olyan mennyiség időderiváltja, amely egy szorzóállandón keresztül kapcsolódik a Poynting-vektorhoz, amely a felületen áthaladó egységnyi területre eső teljesítményt írja le. Mivel a lézer teljesítménye állandó, a lézer fényének ~10 14 Hz frekvenciájánál jóval hosszabb frekvenciákon történő mintavételezéskor, ezen tag deriváltjának átlaga nulla, és az erő így írható fel
{\displaystyle \mathbf {F} ={\frac {1}{2}}\alpha \nabla E^{2}={\frac {2\pi n_{0}a^{3}}{c}}\left({\frac {m^{2}-1}{m^{2}+2}}\right)\nabla I(\mathbf {r} ),}
ahol a második részbe behelyettesítettük egy gömb alakú dielektromos részecske indukált dipólusmomentumát (MKS egységekben): {\displaystyle \mathbf {p} =\alpha \mathbf {E} (\mathbf {r} ,t)=4\pi n_{1}^{2}\epsilon _{0}a^{3}(m^{2}-1)/(m^{2}+2)\mathbf {E} (\mathbf {r} ,t)}ahol {\displaystyle a} a részecske sugara, {\displaystyle n_{0}} a részecske törésmutatója és {\displaystyle m=n_{0}/n_{1}} a részecske és a közeg közötti relatív törésmutató. Az elektromos tér nagyságának négyzete egyenlő a nyaláb intenzitásával a távolság függvényében. Ezért a dielektromos részecskére ható erő, ha azt pontdipólusként kezeljük, arányos a nyalábintenzitás gradiensével. Más szavakkal, az itt leírt gradiens erő hajlamos arra, hogy a részecskét a legnagyobb intenzitású tartományba vonzza. A valóságban a fény szóróereje a csapda axiális irányában a gradiens erővel szemben működik, ami egy olyan egyensúlyi helyzetet eredményez, amely kissé a nyaláb intenzitás maximumán túl van. A Rayleigh-közelítést alkalmazva a szóróerőt úgy is felírhatjuk, mint
{\displaystyle \mathbf {F} _{\text{scat}}(\mathbf {r} )={\frac {k^{4}\alpha ^{2}}{6\pi cn_{0}^{3}\epsilon _{0}^{2}}}I(\mathbf {r} ){\hat {z}}={\frac {8\pi n_{0}k^{4}a^{6}}{3c}}\left({\frac {m^{2}-1}{m^{2}+2}}\right)^{2}I(\mathbf {r} ){\hat {z}}.}
Mivel a szórás izotróp, az eredő lendület előrefelé, a fény terjedésnek irányába mutat. Kvantum szinten a gradiens erőt tekinthetjük előrefelé haladó Rayleigh-szórásként, amelyben azonos fotonok keletkeznek és semmisülnek meg egyidejűleg, míg a szórási (sugárzási) erőben a beérkező fotonok ugyanabba az irányba haladnak és izotróp módon "szóródnak". A lendületmegmaradás miatt a részecskében felhalmozódik a fotonok eredeti lendülete, ami benne előrefelé irányuló erőt eredményez.

#### Harmonikus potenciál közelítés
A Gauss-nyalábban lévő atomok kölcsönhatásának tanulmányozásának hasznos módja az atom által tapasztalt intenzitásprofil harmonikus potenciál közelítésének vizsgálata. A kétszintű atom esetében a tapasztalt potenciál az AC Stark eltolódásához kapcsolódik,
{\displaystyle \mathbf {\Delta E} _{\text{AC Stark}}={\frac {3\pi c^{2}\Gamma \mu }{2\omega _{0}^{3}\delta }}\mathbf {I(r,z)} }
ahol {\displaystyle \Gamma } a gerjesztett állapot természetes vonalszélessége, {\displaystyle \mu } az elektromos dipólus csatolás, {\displaystyle \omega _{o}} az átmenet gyakorisága, és {\displaystyle \delta } a lézerfrekvencia és az átmeneti frekvencia közötti különbség (elhangolás).
A Gauss-nyalábprofil intenzitását a hullámhossz jellemzi {\displaystyle (\lambda )}, nyalábnyak {\displaystyle (w_{o})}, és a nyaláb teljesítménye {\displaystyle (P_{o})} . A következő összefüggések határozzák meg a nyaláb intenzitásprofilját:
{\displaystyle I(r,z)=I_{0}\left({\frac {w_{0}}{w(z)}}\right)^{2}e^{-{\frac {2r^{2}}{w^{2}(z)}}}}
{\displaystyle w(z)=w_{0}{\sqrt {1+\left({\frac {z}{z_{R}}}\right)^{2}}}}
{\displaystyle z_{R}={\frac {\pi w_{0}^{2}}{\lambda }}}
{\displaystyle P_{0}={\frac {1}{2}}\pi I_{0}w_{0}^{2}}
Ennek a Gauss-potenciálnak a sugárirányú és axiális irányában történő közelítéséhez az intenzitásprofilt másodrendűre kell bővíteni. {\displaystyle z} és {\displaystyle r} számára {\displaystyle r=0} és {\displaystyle z=0} -ra, illetve a harmonikus potenciál egyenlő {\displaystyle {\frac {1}{2}}m(\omega _{z}^{2}z^{2}+\omega _{r}^{2}r^{2})} . Ezeket a bővítéseket alkalmazzuk rögzített teljesítményt feltételezve.
{\displaystyle {\frac {1}{2!}}{\frac {\partial ^{2}I}{\partial z^{2}}}{\Biggr |}_{r,z=0}z^{2}={\frac {2P_{0}\lambda ^{2}}{\pi ^{3}w_{0}^{6}}}z^{2}={\frac {1}{2}}m\omega _{z}^{2}z^{2}}
{\displaystyle {\frac {1}{2!}}{\frac {\partial ^{2}I}{\partial r^{2}}}{\Biggr |}_{r,z=0}r^{2}={\frac {4P_{0}}{\pi w_{0}^{4}}}r^{2}={\frac {1}{2}}m\omega _{r}^{2}r^{2}}
Ez azt jelenti, hogy a harmonikus frekvenciák (vagy az atomok optikai csapdáinál a csapdafrekvenciák) a frekvenciák a következők:
{\displaystyle \omega _{r}={\sqrt {\frac {8P_{0}}{\pi mw_{0}^{4}}}}}
{\displaystyle \omega _{z}={\sqrt {\frac {4P_{0}\lambda ^{2}}{m\pi ^{3}w_{0}^{6}}}}}
tehát a relatív csapdafrekvenciák a radiális és axiális irányban az  nyalábnyak {\displaystyle (w_{o})} függvényében így aránylanak egymáshoz:
{\displaystyle {\frac {\omega _{r}}{\omega _{z}}}={\sqrt {2}}{\frac {w_{0}\pi }{\lambda }}}

### Optikai levitáció (lebegés)
Ahhoz, hogy a részecske lebegjen a levegőben, a lefelé irányuló gravitációs erőt a fotonimpulzus – átvitelből származó erőknek ellensúlyozniuk kell. Általában a fókuszált lézersugár fotonsugárzási nyomása megfelelő intenzitású és ellensúlyozza a gravitációs, lefelé irányuló erőt, miközben megakadályozza az oldalirányú (egyik oldalról a másikra) és a függőleges instabilitásokat. Így teszi lehetővé a stabil optikai csapdát, amely képes a kis részecskéket függésben, lebegésben tartani.
Mikrométer méretű (1-50 mikrométer átmérőjű) átlátszó dielektromos gömböket, például nem kristályos kvarc (fused silica) gömböket, olaj- vagy vízcseppeket használnak az ilyen típusú kísérletekben. A lézer lehet állandó, vagy hangolható hullámhosszú (például egy Ar-ion lézer, vagy egy hangolható festéklézer) A szükséges lézerteljesítmény 1 watt nagyságrendű, több tíz mikrométeres foltméretre fókuszálva. A gömb alakú optikai üreg alakfüggő rezonanciáival kapcsolatos jelenségeket több kutatócsoport is vizsgálta.
Fényes (erősen visszaverő) tárgy, például fémes mikrogömb esetében nem sikerülhet stabil optikai levitációt elérni (nincs gradiens, csak szóróerők hatnak, ami instabilitást okoz). Egy makroszkópikus objektum optikai levitációja elméletileg lehetséges és nanostrukturálással fokozható.
A sikeresen levitált anyagok közé tartozik a Black liquor, az alumínium-oxid, a volfrám és a nikkel.

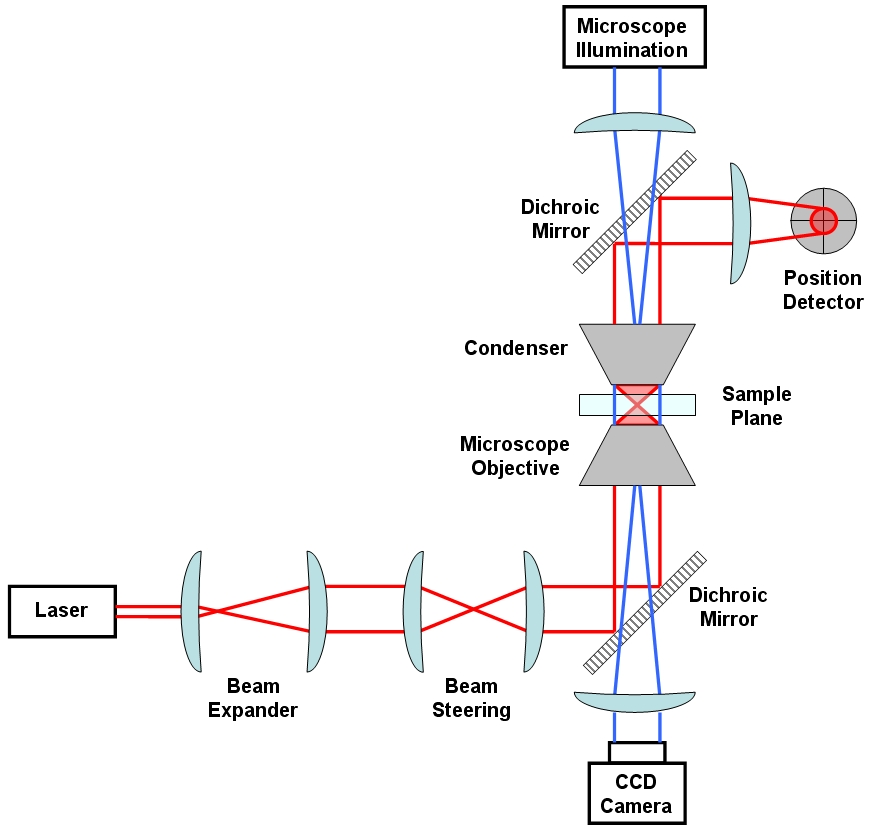
Általános optikai csipesz felépítése, a legalapvetőbb részelemekkel.

A legalapvetőbb optikai csipeszbeállítás általában a következő összetevőket tartalmazza: lézer (általában Nd:YAG ), nyalábtágító, optikai elemek, amelyek a nyalábot irányítják a mintasíkban, mikroszkópobjektív a csapda létrehozásához a mintasíkban, helyzetérzékelő (pl. kvadráns fotodióda) a nyalábelmozdulások mérésére és mikroszkópos megvilágító fényforrás, CCD kamera a megfigyeléshez.
A Nd:YAG lézert (1064 nm hullámhossz) gyakran alkalmazzák biológiai mintákkal való munkavégzéshez. Ennek az az oka, hogy az ilyen minták (amelyek többnyire vízből állnak) alacsony abszorpcióval rendelkeznek ezen a hullámhosszon. A biológiai anyag károsodásának minimalizálása érdekében célszerű alacsony abszorpciójú hullámhosszat alkalmazni. Az optikai csipesz tervezésénél talán a legfontosabb szempont a fókuszálást létrehozó mikroszkópobjektív megválasztása. A stabil csapda megköveteli, hogy a gradiens erő, amely az objektív numerikus apertúrájától (NA) függ, nagyobb legyen, mint a szóróerő. A megfelelő objektívek jellemzően 1,2 és 1,4 közötti NA-val rendelkeznek.
Habár vannak más megoldások is, a helyzetérzékelés talán legegyszerűbb módszere a mintakamrából kilépő csapdázólézer kvadráns fotodiódára történő leképezése. A sugár oldalirányú eltérülését az atomerő-mikroszkóphoz (AFM) hasonlóan mérjük.
A lézer által kibocsátott nyaláb kitágításának célja, hogy az teljesen kitöltse a mikroszkópobjektív hátsó apertúráját, ez eredményezi a lehető legkisebb, csak a diffrakció által korlátozott fókuszfoltot (nyalábnyakat). Míg a csapda oldalirányú eltolódása a mintához képest megvalósítható a mikroszkóp tárgylemezének mozgatásával, a legtöbb csipesz-összeállítás további optikával rendelkezik, amely a nyaláb oldal irányú mozgatását szolgálja, hogy nagyobb fokú transzlációs szabadságot biztosítson. Ezt úgy teheti meg, hogy lefordítja az ábrán látható két lencse közül az elsőt, amely "Beam Steering" felirattal van ellátva. Például ennek a lencsének az oldalsó síkban történő elmozdítása oldalirányban eltérített sugarat eredményez, ahogy az az ábrán látható. Ha a sugárirányító lencsék és az objektív közötti távolságot megfelelően választják meg, ez hasonló elmozdulásnak felel meg az objektívbe való belépés előtt és ennek eredményeként a mintasíkban oldalirányú eltolódásnak. Az optikai csapda fókuszában lévő sugár nyalábnyakának helyzete az első lencse axiális eltolásával állítható. Az ilyen tengelyirányú elmozdulás a nyaláb enyhe divergálását vagy konvergálását okozza, aminek végeredménye a nyalábnyak axiálisan eltolódott helyzete a mintakamrában.
A mintasík vizuális megfigyelése általában egy különálló fényforráson általi megvilágítással valósul meg, amely dikroikus tükrök segítségével ellentétes irányban kapcsolódik az optikai úthoz. Ez a fény egy CCD kamerára esik, és megtekinthető egy külső monitoron, vagy felhasználható a csapdázott részecskék helyzetének követésére videokövetéssel .

### Alternatív lézersugár módok
Az optikai csipeszek többsége hagyományos TEM <sub id="mwAYE">00</sub> Gauss-nyalábokat használ. A részecskék csapdázására azonban számos más sugárfajtát is alkalmaztak, beleértve a magasabb rendű lézersugarat, pl Hermite-Gauss nyalábok (TEM xy ), Laguerre-Gauss (LG) nyalábok (TEM pl ) és Bessel nyalábok.
A Laguerre-Gauss-sugarakon alapuló optikai csipeszek egyedülállóan képesek megfogni az optikailag visszaverő és elnyelő részecskéket. A Laguerre-Gauss-nyaláboknak is van egy jól meghatározott orbitális perdülete, amely képes forgatni a részecskéket. Ez a nyaláb bármiféle külső (mechanikus vagy elektromos) terelése nélkül valósítható meg.
Mind a nulla, mind a magasabb rendű Bessel nyalábok egyedi csipeszezési képességgel is rendelkeznek. Több, egymástól milliméteres távolságra lévő részecskét képesek csapdába ejteni és elforgatni, akár akadályok körül is.
A mikrogépeket ez az egyedülálló optikai nyaláb meg tudja hajtani, a fény forgása és perdülete miatti belső forgási mechanizmusukkal.

### Több csapdás optikai csipesz
Egy tipikus beállítás egy lézert használ egy vagy két csapda létrehozásához. Általában két csapdát állítanak elő a lézersugarat két egymásra merőlegesen polarizált sugárnyalábra osztva. Az optikai csipeszelési műveletek megvalósíthatók kettőnél több csapdával is egyetlen lézersugár időmegosztásával, vagy a sugár több csapdára történő diffrakciós felosztásával. Akusztikus-optikai terelőkkel vagy galvanométerrel meghajtott tükrökkel egyetlen lézersugár megosztható több száz optikai csipesz között a fókuszsíkban, vagy szétteríthető egy kiterjesztett egydimenziós csapdába. A speciálisan tervezett diffrakciós optikai elemek egyetlen bemeneti sugarat több száz folyamatosan megvilágított csapdára osztanak fel tetszőleges háromdimenziós konfigurációkban. A csapdaképző hologram egyenként meghatározhatja az egyes csapdák üzemmód-struktúráját is, ezáltal például optikai örvények, optikai csipeszek és holografikus vonalcsapdák tömbjeit hozhatja létre. Ha térbeli fénymodulátorral valósítják meg, az ilyen holografikus optikai csapdák három dimenzióban is képesek mozgatni az objektumokat. A tetszőleges térprofillal rendelkező holografikus optikai csapdák fejlett formái, ahol az intenzitás és a fázis simaságát szabályozzák, a tudomány számos területén alkalmazzák, a mikromanipulációtól az ultrahideg atomokig. Az ultrahideg atomok kvantumszámítógépek megvalósítására is felhasználhatók.

### Egymódusú optikai szálakból álló optikai csapda (fiber trap)
A szabványos száloptikai csapda ugyanazon az elven működik, mint az optikai csapda, de a Gauss-lézersugarat optikai szálon keresztül továbbítják. Ha az optikai szál egyik végét lencseszerűvé alakítjuk, akkor az általa szállított, közel Gauss-nyaláb a szál végétől bizonyos távolságra fókuszálódik. Az ilyen összeállítás hatékony numerikus apertúrája általában nem elegendő a teljes 3D-s optikai csapdához, hanem csak egy 2D-s csapdához (az objektumok optikai befogása és manipulálása csak akkor lehetséges, ha például érintkeznek egy felülettel). Valódi 3D optikai csapdázást valósítottak meg, amely egyetlen szálon alapszik, amelynek csapdázási pontja nincs a szálvég közelében, az üreges optikai szálelrendezés és a teljes belső visszaverődés geometriája alapján.
Másrészt, ha a szál végeit nem öntjük, akkor a szálból kilépő lézer divergáló lesz, és így stabil optikai csapda csak a gradiens és a szál két ellentétes végéről érkező szóróerő kiegyenlítésével valósítható meg. A gradiens erő keresztirányban fogja be a részecskéket, míg az axiális optikai erő a két szálból kilépő két ellentétesen terjedő nyaláb szóró erejéből származik. Egy ilyen befogott gyöngy egyensúlyi z-helyzete az, ahol a két szóróerő egyenlő egymással.
A. Constable et al., Opt. Lett. 18, 1867 (1993), majd J. Guck et al., Phys. Fordulat. Lett. 84, 5451 (2000), alkalmazták ezt a technikát mikrorészecskék nyújtására. Azáltal, hogy a bemeneti teljesítményt a szál két végén manipulálják, megnő az "optikai nyújtás", amely a sejtek viszkoelasztikus tulajdonságainak mérésére használható. Érzékenysége elegendő ahhoz, hogy különbséget tegyen a különböző egyedi citoszkeletális fenotípusok, például emberi eritrociták és egér fibroblasztok között. Egy közelmúltban elvégzett kísérlet nagy sikerrel zárult amelyben nem fókuszált lézersugarakból álló optikai csapdával megfogott rákos és nem rákos sejteket tudtak megkülönböztetni egymástól.

### Multimódusú optikai szál-alapú csapdák

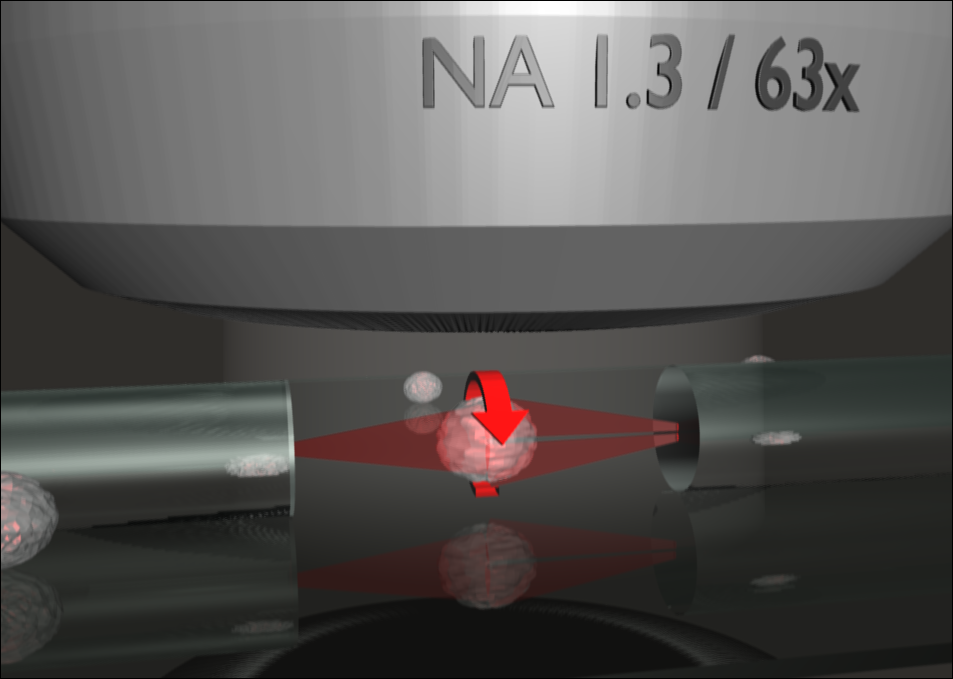
Az Optical Cell Rotator egy optikai szál alapú lézercsapda, amely képes megtartani és precízen irányítani az élő sejteket a tomográfiás mikroszkópiához.

Míg a szálalapú lézercsapdák korábbi verziója kizárólag egymódusú nyalábokat használt, M. Kreysing és munkatársai a közelmúltban kimutatták, hogy további optikai módok gondos gerjesztése egy rövid optikai szálban lehetővé teszi nem triviális csapdázási geometriák megvalósítását. Ezáltal a kutatók képesek voltak különböző emberi sejttípusokat (egyedi sejteket és sejtcsoportokat) orientálni mikroszkópon. Az úgynevezett "optikai sejtforgató" technológia fő előnye a hagyományos optikai csipeszekkel szemben, hogy benne a csapdázás és a képalkotó optika külön van választva. Ez, moduláris felépítése és az eltérő lézercsapdák biológiai anyagokkal való nagy kompatibilitása adja a lézercsapdák új generációjában rejlő nagy lehetőségeket az orvosi kutatásban és az élettudományban. A nemrégiben az optikai cellaforgató technológiát adaptív optika alapján valósították meg, lehetővé téve az optikai csapda működés közbeni dinamikus újrakonfigurálását és a mintához való adaptálását

### Sejtválogatás
Az egyik legelterjedtebb sejtválogató rendszer az áramlási citometriát használja fluoreszcens képalkotáson keresztül. Ennél a módszernél a biológiai sejtek szuszpenzióját két vagy több tartályba válogatják, az egyes sejtek specifikus fluoreszcens jellemzői alapján. Egy elektromos töltés segítségével, amelyben a sejt „csapdába van zárva”, a sejteket a fluoreszcencia intenzitás mérése alapján szétválogatják. A válogatás folyamatát egy elektrosztatikus eltérítési rendszer végzi, amely a cellákat, töltésük alapján konténerekbe tereli.
Az optikailag működő válogatás során a sejteket optikai tájba, azaz 2D vagy 3D optikai rácsokba áramoltatják át. Indukált elektromos töltés nélkül a sejtek belső törésmutató-tulajdonságaik alapján válogatnának, és újrakonfigurálhatók a dinamikus válogatás érdekében. Diffraktív optika és optikai elemek felhasználásával hozható létre az optikai rács.
Ezzel szemben K. Ladavac és munkatársai térbeli fénymodulátort használtak az intenzitásmintázat kivetítésére, hogy lehetővé tegyék az optikai válogatási folyamatot. K. Xiao és DG Grier holografikus videomikroszkópiát alkalmazott annak bizonyítására, hogy ez a technika képes a kolloid gömbök szétválogatására ezrelékes felbontással méret és törésmutató alapján.
A rendezés fő mechanizmusa az optikai rácspontok elrendezése. Ahogy a sejt átáramlik az optikai rácson, a részecskékre ható  közegellenállási erő miatt olyan erők lépnek fel, amelyek közvetlenül versenyeznek az optikai rácspontból kiinduló optikai gradiens erővel. Az optikai rácspont elrendezésének eltolásával van egy előnyös optikai út, ahol az optikai erők dominánsak. A sejtek áramlásának segítségével egy eredő erő jön létre, amely a preferált optikai út mentén hat. Ezért összefüggés van az áramlási sebesség és az optikai gradienserő között. A két erő megfelelő beállításával jó optikai válogatási hatékonyság érhető el.
Az erők versenye a válogatási környezetben finomhangolást igényel a nagy hatékonyságú optikai válogatás sikeréhez. A szükség elsősorban az erők egyensúlyára vonatkozik; a folyadékáramlás miatti ellenállási erő és az intenzitásfolt elrendezéséből adódó optikai gradiens erő.
A St. Andrews Egyetem tudósai jelentős finanszírozást kaptak az Egyesült Királyság Mérnöki és Fizikai Tudományok Kutatási Tanácsától ( EPSRC ) egy optikai válogatógéphez. Ez az új technológia vetekedhet a hagyományos fluoreszcenciával aktivált sejtválogatással.

### Evaneszcens mezők
Az evaneszcens mező a teljes visszaverődés során "szivárog át" a túloldalra. Ezeknek a fényhullámoknak az amplitúdója a felülettől mért távolsággal exponenciálisan gyengül. Az evaneszcens mezőnek számos alkalmazása van a nanométeres felbontású képalkotásban (mikroszkópia). Az optikai mikromanipuláció (optikai csipesz) egyre fontosabbá válik a kutatásban.
Az optikai csipeszben folyamatos evaneszcens mező hozható létre, amikor a fény egy optikai hullámvezetőn terjed (többszörös teljes visszaverődéssel). Az így létrejövő evaneszcens mező a mikrorészecskéket a terjedési útvonala mentén hajtja. Ennek a munkának először S. Kawata és T. Sugiura volt az úttörője 1992-ben, akik megmutatták, hogy a mező összekapcsolható a 100 nanométeres nagyságrendű részecskékkel.
Az evaneszcens mező közvetlen csatolása tekinthető a prizmától a mikrorészecskékig haladó fotonok alagút effektusának a közöttük levő résben. Ez egy irányított optikai mozgatóerőt eredményez.
Az evanszcens mezős optikai csipesz nemrégiben megjelent, legfrissebb változata kiterjesztett optikai tájmintázatokat használ arra, hogy egyidejűleg nagyszámú részecskét irányítson a kívánt irányba, hullámvezető használata nélkül. Ezt Lencse nélküli optikai csapdázásnak ("Lensless Optical Trapping", LOT) nevezik. A részecskék rendezett mozgását segíti Ronchi rács alkalmazása, amely jól definiált optikai potenciálvölgyeket hoz létre (a hullámvezetőt helyettesítve). Ez azt jelenti, hogy a részecskéket az evaneszcens mező mozgatja, miközben az egyenes interferenciacsíkok csapdázzák őket. Jelenleg egyes tudósok fókuszált evaneszcens térrel kapcsolatos kutatásokon dolgoznak.
Egy másik megközelítés, amelyet nemrégiben javasoltak, a felszíni plazmonokat alkalmazza. Ezek valójában egy fém/dielektromos határfelületen lokalizált, erősített evaneszcens hullámok. A lapos fém/dielektromos határfelületen felületi plazmonoknak kitett kolloid részecskék által tapasztalt fokozott erőteret először fény-erő mikroszkóp segítségével mérték ki először, a teljes erőnagyság 40-szer nagyobb, mint egy normál evaneszcens hullám esetén. A felületen mikroszkópikus aranyszigetek létrehozásával lehetőség nyílik ezeken a szigeteken szelektív és párhuzamos csapdázásra. Ez utóbbi optikai csipeszek ereje a femtonewtonos tartományba esik.
Az evaneszcens mező hideg atomok és molekulák csapdázására is használható egy optikai hullámvezető vagy optikai nanoszál felülete közvetlen közelében.

### Közvetett megközelítés
Ming Wu, a UC Berkeley elektromérnöki és számítástechnikai professzora feltalálta az új optoelektronikus csipeszt.
Wu az alacsony teljesítményű fénykibocsátó diódák (LED) optikai energiáját egy fotovezető felületen elektromos energiává alakította át. Az ötlet az, hogy a LEDdel kapcsolja ki- és be a fényvezető anyagot a rávetített finom fénymintázattal. Mivel ez a fénymintázat  könnyen átalakítható, ez a módszer nagy rugalmasságot tesz lehetővé a különböző optikai tájképek váltogatásában.
A manipulációs/csipeszelési folyamatot a fénymintázat által működtetett elektromos mezők közötti eltérések végzik. A részecskéket az indukált elektromos dipólusuk miatt vonzza vagy taszítja a mozgatópont. A folyadékban szuszpendált (eloszlatott) elektromosan polarizálható részecskék érzékenyek az elektromos tér gradiensére, ezt dielektroforézisnek nevezik.
Egyértelmű előny, hogy a különböző típusú sejtek elektromos vezetőképessége eltérő. Az élő sejtekben található alacsony vezetőképeségű anyag, míg az elhaltakbeli anyagnak vezetőképessége minimális, vagy egyáltalán nincs is. A rendszer nagyjából 10000 sejtet vagy részecskét képes egyidejűleg manipulálni.
Lásd Kishan Dholakia professzor megjegyzéseit az új technikáról, K. Dholakia, Nature Materials 4, 579–580 (2005. augusztus 1.), News and Views.
"A rendszer képes volt élő E. coli baktériumokat és 20 mikrométer széles részecskéket mozgatni, kevesebb mint 10 mikrowatt optikai teljesítménnyel. Ez a [közvetlen] optikai csipeszhez szükséges teljesítmény százezrede."
Az optikai csipeszek egy másik különösen új típusa az optotermikus csipesz, amelyet Yuebing Zheng talált fel a Texasi Egyetemen, Austinban. A fénnyel hőmérsékleti gradienst hoznak létre és az anyag termoforetikus vándorlását használják (optikai) csapdázásra. A kutatócsoport a továbbiakban ötvözte a termoforézist a lézeres hűtéssel, hogy opto-hűtő csipeszeket fejlesszen ki és ezzel elkerülje a csapdázott részecskének az optikai csapdázás és manipuláció miatti hőkárosodást.

### Optikailag kötött anyag
Amikor mikrorészecskék egy csoportjátral csapdázzák egy monokromatikus lézersugárral, a mikrorészecskék elrendezése az optikai csapdában nagymértékben függ az optikai csapdázó erők ezen részecskék közötti újra elosztásától. A fényerőknek a mikrorészecskék csoportjai közötti újraelosztása új erőegyensúlyt biztosít a csoport egészére nézve. Azt mondhatjuk, hogy a mikrorészecskék csoportjában a részecskéket a fény összeköti. Az optikai kötés egyik első kísérleti bizonyítékáról Michael M. Burns, Jean-Marc Fournier és Jene A. Golovchenko számolt be, eredetileg T. Thirunamachandran jósolta meg. Az optikai kötéssel foglalkozó számos közelmúltbeli tanulmány egyike kimutatta, hogy a királis nanorészecskék rendszere esetén a kötőerők nagysága a lézersugár polarizációjától és a kölcsönhatásban lévő részecskék kiralitási készségétől függ. Ez a jelenség például az enantiomer elválasztás és az optikai nanomanipuláció területein alkalmazható.

### Fluoreszcens optikai csipeszek
A fluoreszcenciát mutató minták egyidejű manipulálása és leképezése érdekében optikai csipeszek építhetők fluoreszcens mikroszkóp mellé. Az ilyen eszközök különösen hasznosak akkor, ha egyetlen, vagy kis számú, fluoreszcensen jelölt biológiai molekula vizsgálatáról van szó, vagy olyan alkalmazásokban, ahol fluoreszcenciát használnak a csapdába ejtendő objektumok nyomon követésére és megjelölésére.
Ezt kiterjesztették dinamikus fehérjekomplexek egyidejű érzékelésére és leképezésére is, hosszú és erős kötőszálak segítségével, amelyeket egy rendkívül hatékony, többlépcsős enzimatikus folyamat hoz létre és ezt alkalmazták a működésben lévő dezaggregációs gépek vizsgálatára.

### Csipesz más képalkotó technikákkal kombinálva
A „szokványos” fluoreszcens optikai csipeszeken kívül most több színben készülnek Confocal, Widefield, STED, FRET, TIRF vagy IRM.
Ez olyan alkalmazásokat tesz lehetővé, mint például: fehérje/DNS lokalizációs kötés, fehérje hajtogatás, motoros fehérje erőgenerálás, citoszkeletális filamentumok és motordinamika megjelenítése, mikrotubulusok dinamikája, folyadékcseppek manipulálása (reológia) vagy fúzió.

## Fordítás
Ez a szócikk részben vagy egészben  az   Optical tweezers című angol Wikipédia-szócikk ezen változatának fordításán alapul.  Az eredeti cikk szerkesztőit annak laptörténete sorolja fel. Ez a jelzés csupán a megfogalmazás eredetét és a szerzői jogokat jelzi, nem szolgál a cikkben szereplő információk forrásmegjelöléseként.

## Lásd még
- Levitáció
- Quantum optics
- Atom optics
- Quantum control